# Victor (Toreut)
Victor war ein antiker römischer Toreut (Metallbildner), der in der zweiten Hälfte des 1. Jahrhunderts wahrscheinlich in Oberitalien tätig war.
Victor ist heute nur noch aufgrund eines Signaturstempels auf einem Sieb aus Bronze bekannt. Dieses wurde in  Herculaneum gefunden. Es befindet sich heute im Archäologischen Nationalmuseum in Neapel. Die Signatur lautet lateinisch VICTOR F, ergänzt zu Victor f(ecit), Victor hat (es) gemacht.

## Einzelbelege
1. ↑  Inventarnummer ?; Richard Petrovszky: Studien zu römischen Bronzegefäßen mit Meisterstempeln. Leidorf, Buch am Erlbach 1993, S. 312–313, Nr. V.06.01; CIL 10, 08071,57a, siehe auch CIL 10, 08071,57b.

| Personendaten    | Personendaten                      |
| ---------------- | ---------------------------------- |
| NAME             | Victor                             |
| KURZBESCHREIBUNG | antiker römischer Toreut           |
| GEBURTSDATUM     | 1. Jahrhundert                     |
| STERBEDATUM      | 1. Jahrhundert oder 2. Jahrhundert |